# Šumperk (zámek)
Zámek Šumperk stojí na jihu historického centra města Šumperk. Budova, v roce 1964 zapsaná do seznamu kulturních památek ČR, je využívána jako škola.

## Historie
Šumperk vznikl ve 13. století. Sídlem zdejšího správce byl malý hrádek v místech dnešního zámku. Během husitských válek a v době po nich se vystřídalo mnoho zájemců o zástavní držbu šumperského zboží. Koncem 15. století ji získal Jiřík starší Tunkl z Brníčka. V červnu 1490 nabídl Tunkl prostory svého hradu k jednání sněmu zástupců moravských a slezských stavů, kteří se rozhodovali, zda přijmou Vladislava Jagellonského (v té době českého krále) za krále i na Moravě a ve Slezsku, kde do své smrti 6. dubna 1490 vládl Matyáš Korvín. Sněm konaný 4. června 1490 se každoročně připomíná na červnových slavnostech města.
Po přepadení r. 1491 Jiřík Tunkl zemřel a panství získali Žerotínové. Petr ze Žerotína se stal dědičným majitelem Šumperka a rozhodl se zde trvale usadit. Malý gotický hrádek mu nevyhovoval, a tak roku 1496 zahájil jeho přestavbu a rozšíření. Přebudoval původní hrádek (dnes východní křídlo zámku) a přistavěl křídla severní a západní. V 1. patře východního a západního křídla byly velké sály, v severním křídle menší obytné místnosti. Uprostřed dvora byla kruhová věž (stála až do roku 1804). Přes ochoz na hradbách se dalo přejít do klášterního kostela. Nový pozdně gotický zámek nesl znaky renesance (tři arkády v severním křídle jsou vidět dodnes) a získal podobu písmene U. Práce byly dokončeny roku 1504 (deska s letopočtem a znakem nad zámeckou branou byla zničena roku 1840). Zámek chránil hluboký příkop a hradby, takže sídlo bylo vlastně součástí opevnění. Po požáru roku 1513 dal Petr ze Žerotína obehnat město mohutnými kamennými hradbami, které se částečně dochovaly. Součástí hradeb bylo i 5 věží. Ve vlastnictví panství se střídali potomci Petra ze Žerotína. Jan mladší ze Žerotína postavil roku 1558 v prostorách zámku vrchnostenský pivovar. Měšťané protestovali u soudu (pivo se vařilo v 68 domech) a spor vyhráli. Po výkupu zámku vařili v zámeckém pivovaru pravováreční měšťané. 
Téměř sedmdesátiletá vláda Žerotínů skončila roku 1562, kdy město 20. dubna vykoupilo panství od Žerotínů za 11 200 zlatých tolarů. Jan mladší a Petr ze Žerotína si ponechali jen zámek a jeho hospodářské podniky. 23. dubna 1562 byl Šumperk povýšen na svobodné královské komorní město privilegiem císaře Ferdinanda I. (dvě písmena F v novém znaku města znamenají "Ferdinandus fecit" – Ferdinand učinil, dal). 
Petr ze Žerotína zemřel roku 1567, zámek zdědil Jan. Město však s ním mělo nadále spory a proto 12. ledna 1569 vykoupilo zámek za 12 000 tolarů. Na zámku zůstaly jen reprezentační prostory a obytné místnosti pro hosty, ve zbytku rozsáhlého objektu pak bylo skladiště soli a pivovaru, a městská váha.
16. června 1622 byl Šumperk předán Karlu I. z Lichtenštejna jako ochranné město. Získal ho po bitvě na Bílé hoře od císaře Ferdinanda II. jako odměnu za věrnost. Skončila šedesátiletá svoboda královského komorního města. Kníže Karel prosby měšťanů nevyslyšel a privilegia nepotvrdil ( to udělal až po jeho smrti jeho syn kníže Karel Eusebius). 
V letech 1643–1648 město zasáhla třicetiletá válka a boje se Švédy. Během tohoto období bydleli na zámku císařští vojáci. 24. října 1646 přitáhli k městu Švédové a 29. října město dobyli. V průběhu bojů byl poničen i zámek a opevnění města (dělová koule byla ve zdi zámku ponechána na památku bojů). 
Roku 1667 probíhaly práce na obnově zámku.
7. května 1669 čtyřdenní požár zničil skoro celé město (234 domů) i nově obnovený zámek. Po požáru byly dlouho vysoké sedlové střechy nahrazeny jen plochými střechami.
V letech  1675–1686  probíhaly opravy zámku.
Během správy panství knížetem Karlem Eusebiem Lichtenštejnem a po jeho smrti jeho synem Janem Adamem Ondřejem (v letech 1678–1696) došlo k čarodějnickým procesům.
Roku 1705 skončila lichtenštejnská správa města. Město nadále spravoval primátor, 4 purkmistři, 8 radních, městský písař a městský rychtář. 
Roku 1805 byla stržena věž na nádvoří zámku a z materiálu byla postavena spilka.
Od roku 1807 bylo na 6 let pronajato západní křídlo zámku jako sklad soli. Tato smlouva se postupně prodlužovala  až do roku 1825. 
Roku 1842 proběhla přestavba zámku pro potřeby školy. Vznikly 4 třídy a sál na kreslení. V adaptované části zámku zahájila vyučování „hlavní škola“, která vznikla zásluhou hudebníka Josefa Österreichera. Ostatní prostory zámku využíval pivovar. V roce 1849 se do zámku nastěhovali někteří úředníci městského úřadu.
V zámku také bydlel sládek, zaměstnanci pivovaru, policejní sluhové s rodinami. V zámku byla i městská váha.
Přestavbou v letech 1851–1852 měla hlavní škola 6 tříd, postaveno bylo schodiště pro bezpečný příchod žáků do školy a vybudovány záchody.
V roce 1854 bylo ministerstvem školství povoleno rozšíření hlavní školy na nižší reálnou školu.
16. dubna 1857 byla schválena stavba lednice (sklep pro potřeby pivovaru, který se měl přesunout mimo objekt zámku) u jihovýchodního nároží východního křídla. Nad ní pak vznikla kůlna. 1. října 1870 byla nižší reálná škola zrušena a otevřeno bylo čtyřtřídní reálné gymnázium.
V roce 1872 ukončili pravovárečníci výrobu piva a pivovar se sousedními zařízeními prodali městu. Záměrem města byla přestavba celého komplexu zámku pro školní účely. Při stavebních úpravách byly částečně zasypány sklepy a uzavřeny podzemní chodby, které spojovaly zámek s radnicí a kostelem.
V roce 1872 byla otevřena trojtřídní chlapecká měšťanská škola, později i měšťanská škola dívčí.
Plány na zásadní přestavbu zámku (pro potřeby školy, obce a městské spořitelny) v roce 1873 počítaly s přístavbou jižního křídla, které by uzavřelo dvůr. Toto nebylo realizováno. Realizována nebyla ani přístavba u západního křídla (směrem k Sadové ulici).
15. dubna 1875 byla otevřena v přístavbě (jihovýchodní nároží východního křídla) tělocvična. Pod tělocvičnou byly v suterénu sklepy a varna pivovaru.
Od roku 1882 do roku 1923 stála na nádvoří zámku socha císaře Josefa II. Od roku 2001 stojí socha na Hlavní třídě. 
V roce 1889 byla otevřena nová škola (dnešní Žerotínova) a do ní se ze zámku přemístila dívčí měšťanská škola. V zámku zůstala pouze chlapecká obecná a měšťanská škola.
V roce 1909 byla otevřena škola na Komenského ulici, v zámku zůstala jen chlapecká měšťanská škola.
Od roku 1914 byl v době války v zámku vojenský lazaret.
V roce 1918 proběhla rekonstrukce: chodby v severním křídle, učebny v západním křídle, úpravy záchodů, stavba lodžie ve 2. patře.
Od roku 1931 sídlil v zámku okresní úřad.
Během války (od roku 1940) byl v zámku vojenský lazaret, v bývalé lednici byl vybudován protiletecký kryt.
Rokem 1945 skončila v zámku chlapecká měšťanská škola. Prostory sloužily muzeu, zdravotnické škole a jako kasárna.
13. srpna 1951 získala zámek vojenská správa. Byl uzavřen průchod zámkem.
Při předávání objektu bylo evidováno 69 místností: 
- přízemí: 6 chodeb, 2 jídelny, 5 ložnic, 3 sklady, 2 předsíně, 1 tělocvična, 1 umývárna, 2 WC, 2 strážnice, 2 prodejny ARMA, 3 kanceláře,
- 1. poschodí: 1 schodiště, 4 chodby, 1 umývárna, 3 učebny, 2 WC, 4 kanceláře, 1 rozhlas, 2 šatny, 1 důstojnická místnost, 2 sklady, 1 PVS,
- 2. poschodí: 1 schodiště, 3 chodby, 1 umývárna, 7 ložnic, 3 kanceláře, 2 WC, 1 předsíň.

Dne 1. ledna 1957 přešel zámek do trvalé správy ČSD. Roku 1958 zahájilo v upravených prostorách zámku činnost železniční učiliště (učebny a internát). 9. dubna 1958 byl schválen plán generální opravy, přístavba ubytoven a nové tělocvičny k severnímu křídlu.
Roku 2008 byly v krovech vybudovány pracovny a kabinety. 
V roce 2024 je zámek sídlem soukromé základní školy Sofie, která pracuje s přirozenými a moderními výukovými metodami. Odloučené pracoviště má v zámku i Střední škola řemesel.

## Stavební podoba
Zámek v Šumperku je dvoupatrová trojkřídlá budova, má půdorys tvaru písmene U. Západní křídlo zámku má šest okenních os na straně do nádvoří, severní křídlo také šest okenních os, východní křídlo má pouze 4 okenní osy. Na levé straně severního křídla se dochovala dvojpatrová arkáda, která je zazděná. Střechy zámku jsou sedlové, kryté eternitem. I přesto, že byl zámek v 19. a následně i ve 20. století přestavován, dochovaly se původní renesanční prvky. Dokladem renesance jsou tři arkády s půlkruhovými archivoltami, které jsou součástí severního křídla zámku.

## Galerie

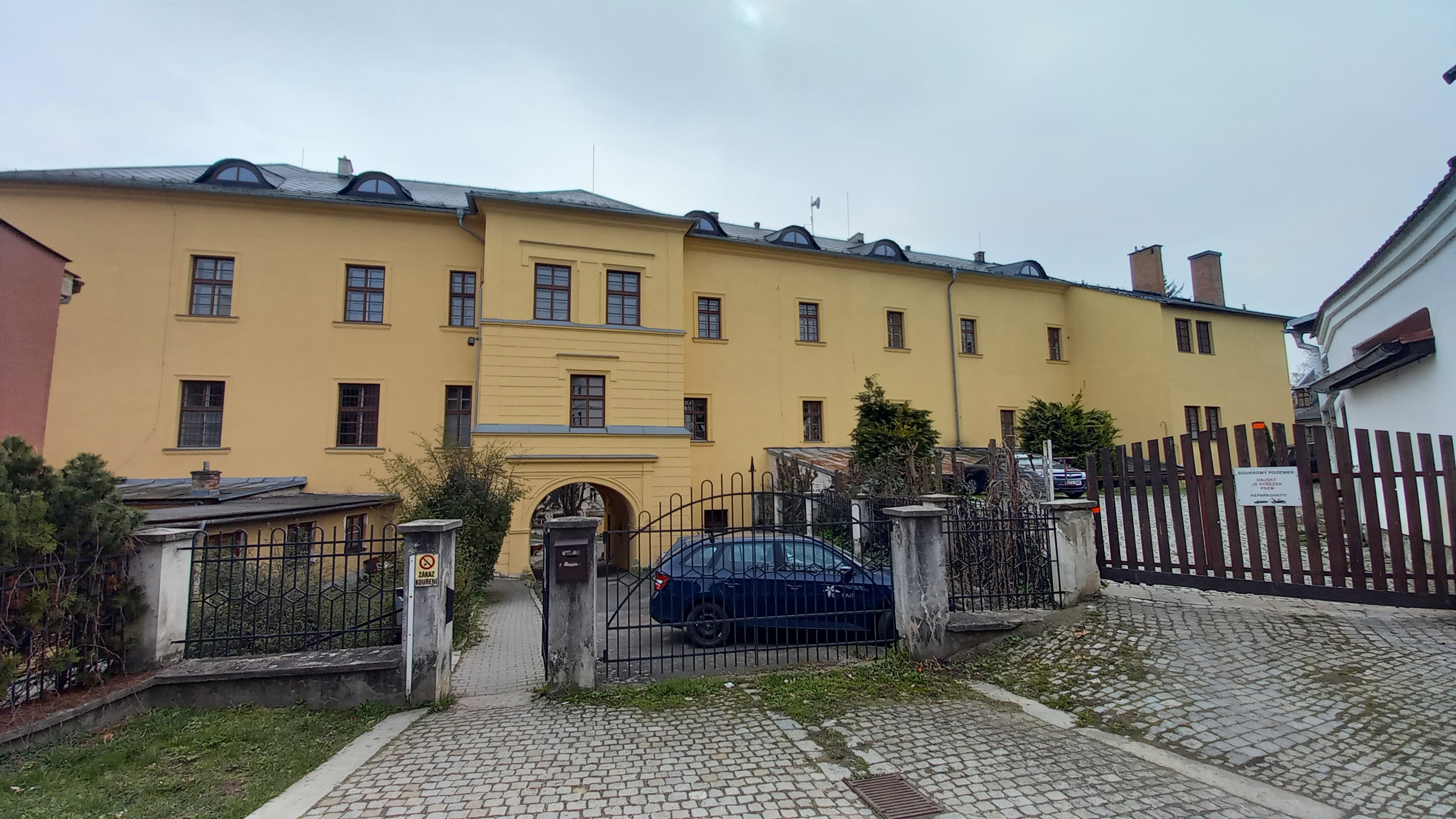
Severní část zámku, vstup od radnice
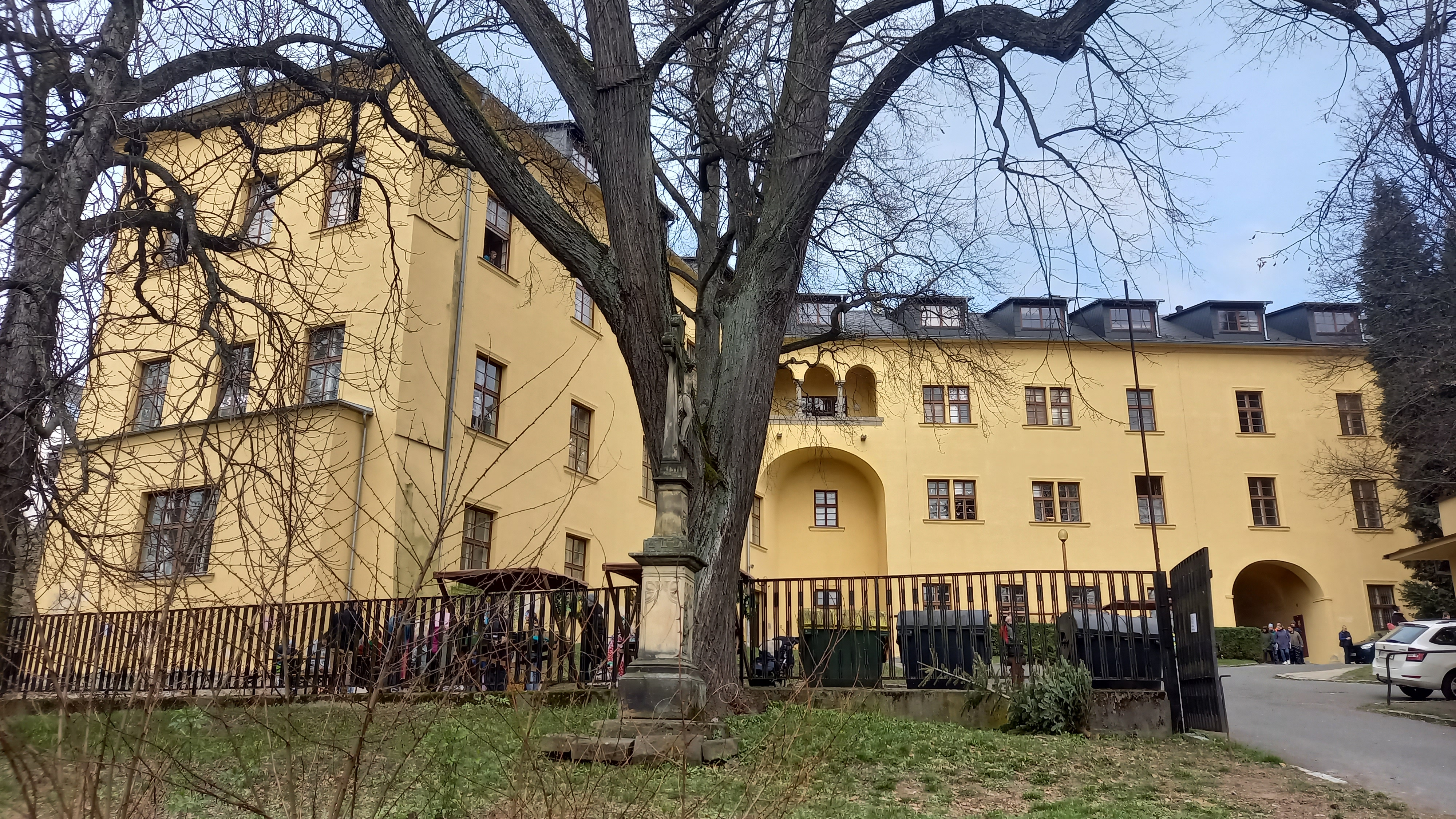
Nádvoří zámku od Husova náměstí
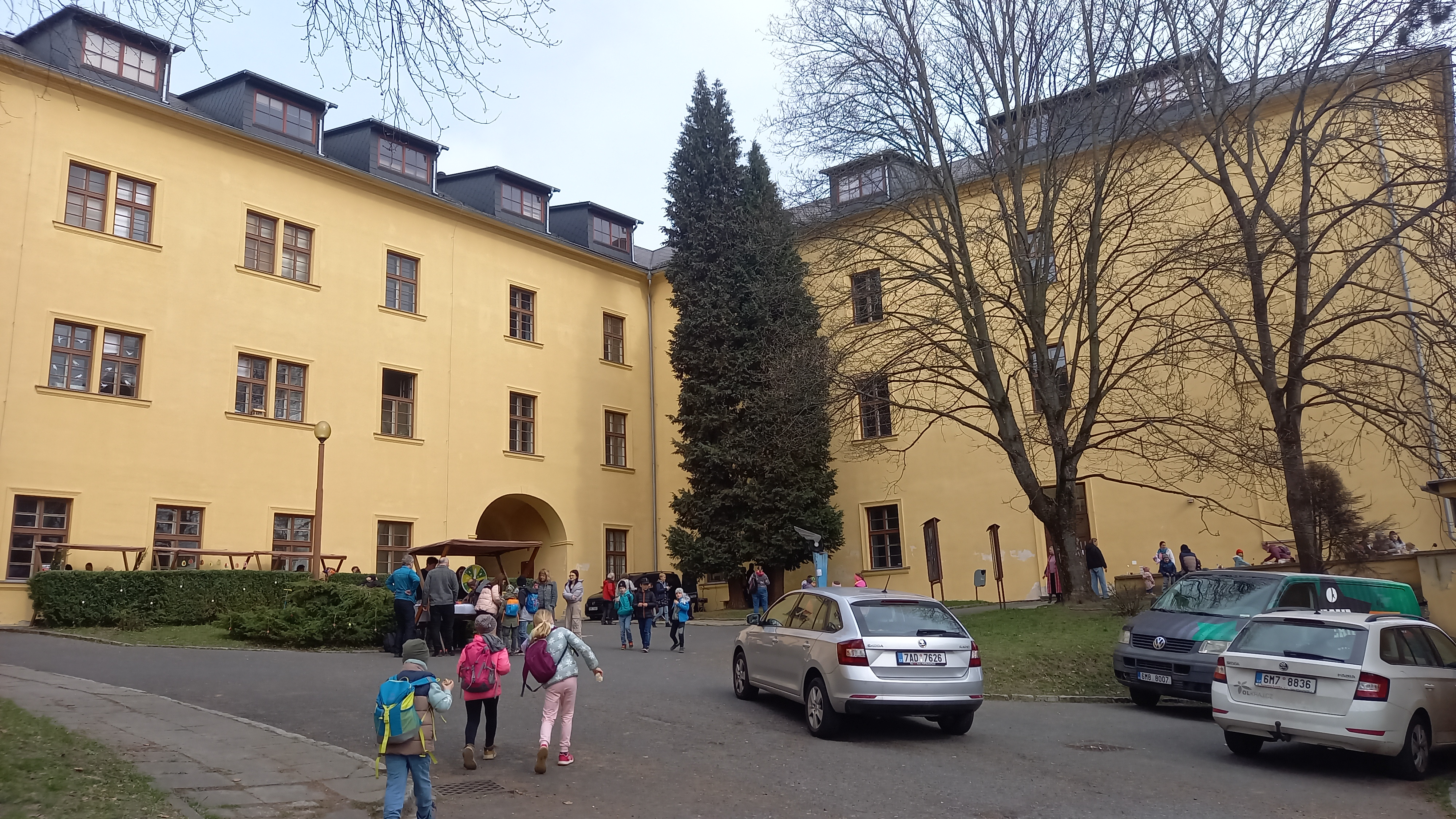
Jarmark na nádvoří zámku
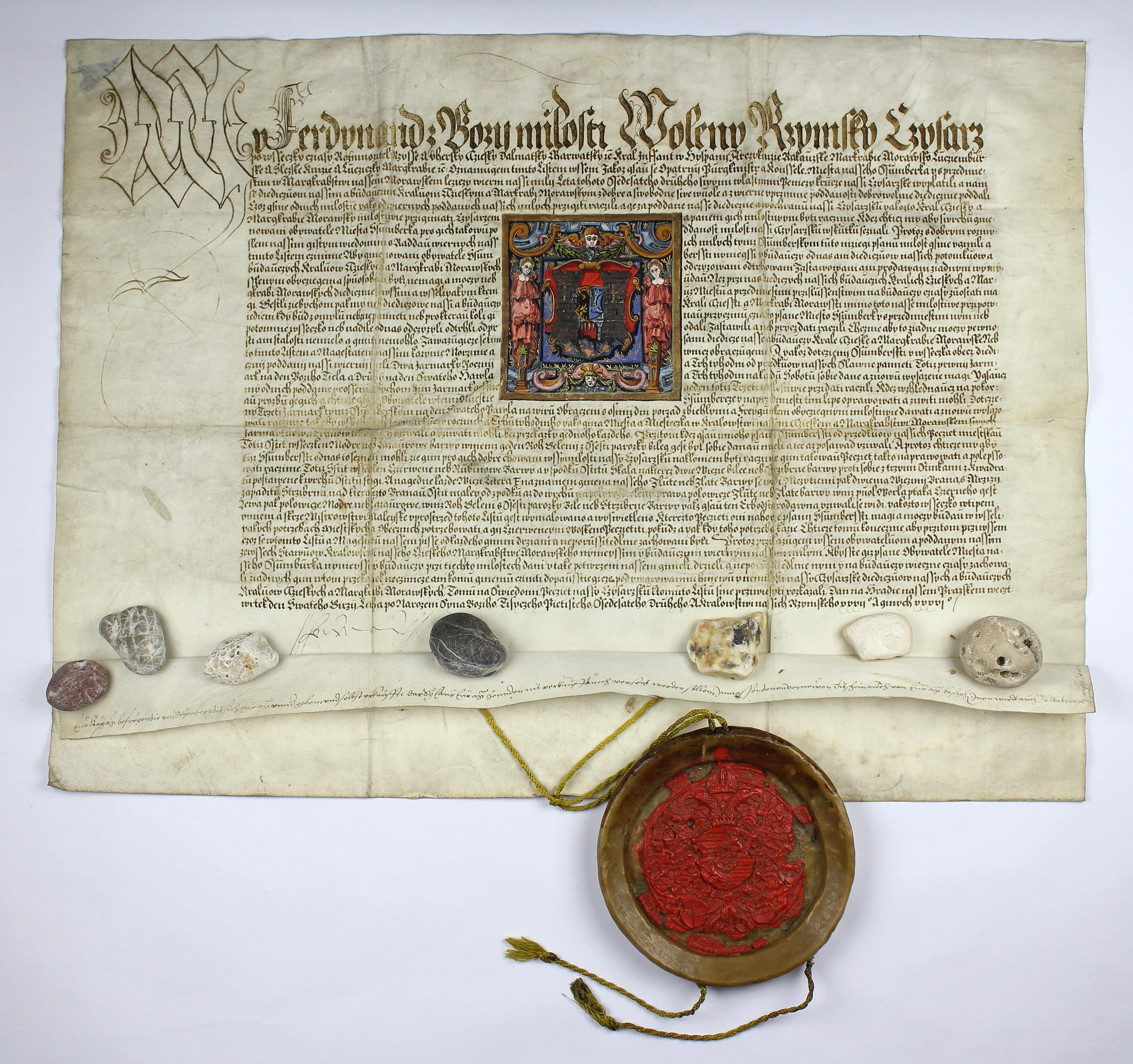
Listina Ferdinanda I. z 23. dubna 1562
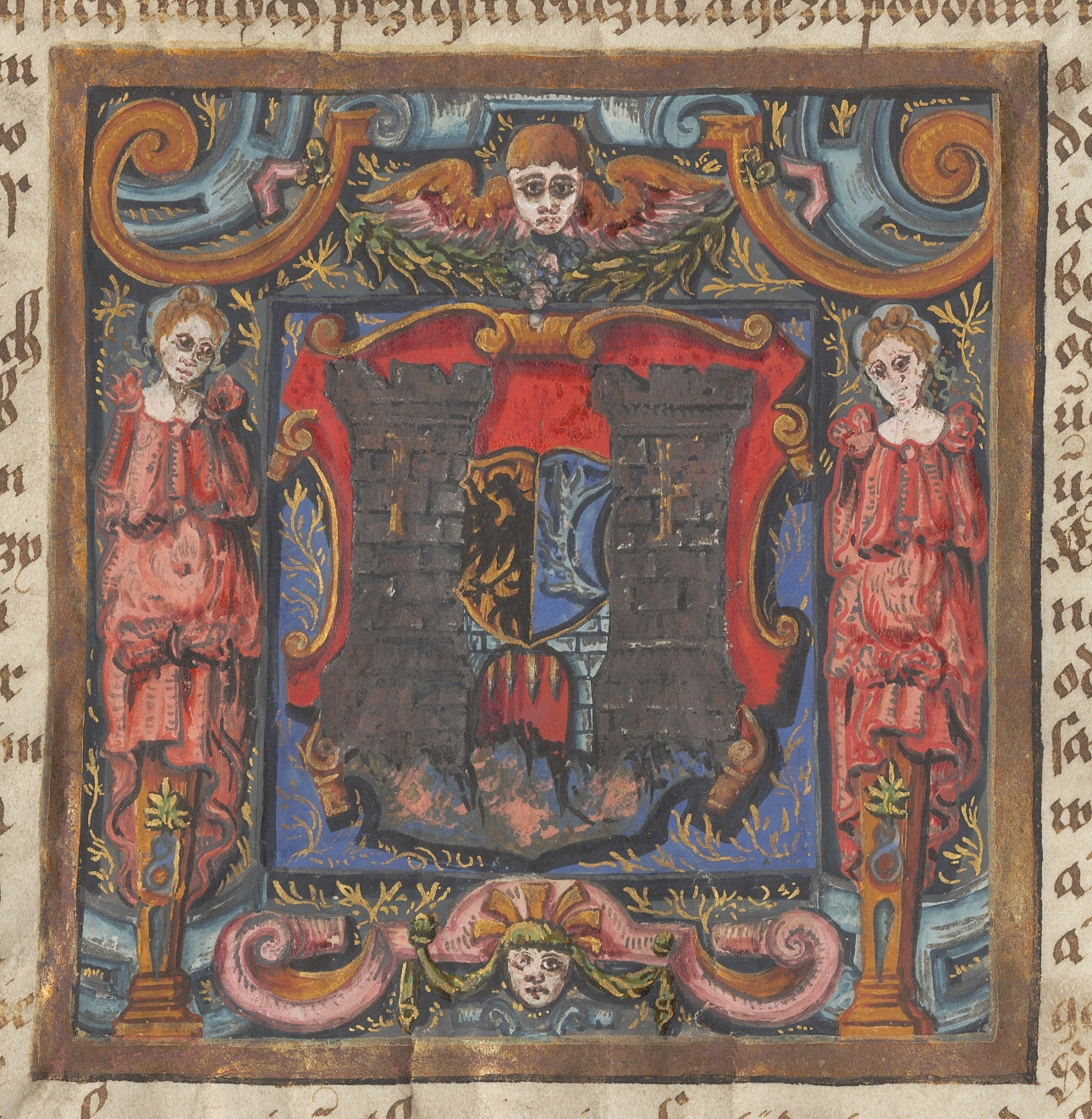
Listina Ferdinanda I.: nový znak Šumperku se dvěma písmeny "F"
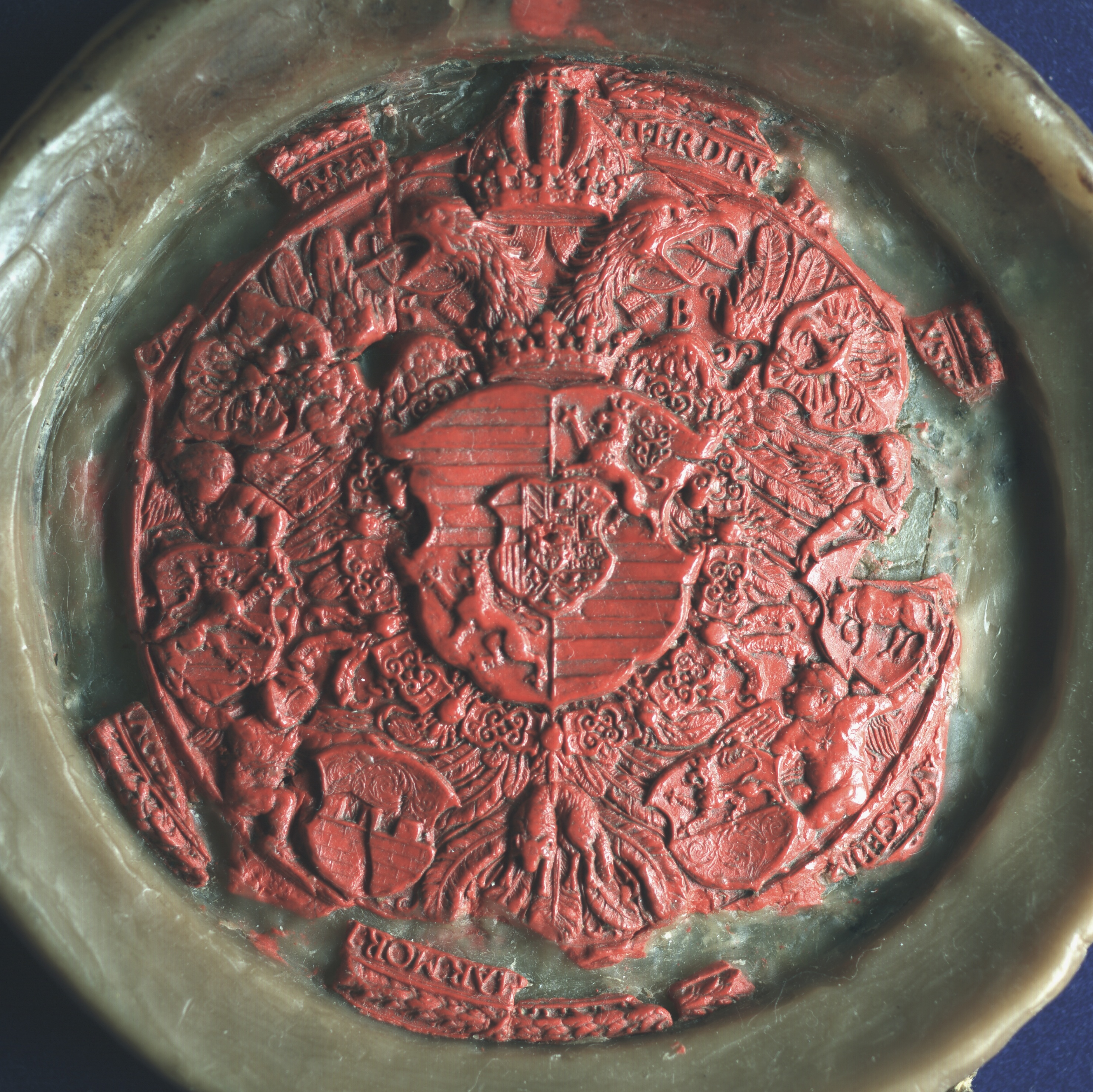
Pečeť pod Ferdinandovou listinou